# دانييل هاس
دانييل هاس (بالألمانية: Daniel Haas)‏ (مواليد 1 أغسطس 1983 في نيدر إرلينباخ - ألمانيا الغربية) لاعب كرة قدم ألماني يلعب حاليا لصالح نادي الدرجة الأولى هوفينهايم الألماني منذ 2005 في مركز حارس مرمى .

## روابط خارجية
- دانييل هاس على موقع قاعدة بيانات كرة القدم.إي يو (الإنجليزية)
- دانييل هاس على موقع بيانات كرة القدم. دي إي (الألمانية)
- دانييل هاس على موقع Soccerway.com (الإنجليزية)
- دانييل هاس على موقع عالم كرة القدم.نت (الإنجليزية)
- دانييل هاس على موقع كووورة